# 阿爾貝什蒂鄉 (康斯坦察縣)
43°48′0″N 28°26′0″E / 43.80000°N 28.43333°E
阿爾貝什蒂鄉（羅馬尼亞語：Comuna Albești, Constanța），是羅馬尼亞的鄉份，位於該國西南部，由康斯坦察縣負責管轄，面積156平方公里，海拔高度70米，2007年人口3,369，人口密度每平方公里22人。